# Seo-myeon, Seocheon-gun
Seo-myeon (koreanska: 서면) är en socken i kommunen Seocheon-gun i provinsen Södra Chungcheong i Sydkorea, 160 km söder om huvudstaden Seoul.